# Fred Wanless
Fred R. Wanless (1940 – 2017) è stato un aracnologo britannico.
Attivo sul campo soprattutto negli anni settanta e ottanta del secolo scorso, ha descritto varie decine di taxa, in particolare fra i ragni della famiglia Salticidae.
Ha lavorato al Natural History Museum di Londra, occupandosi proprio delle collezioni di aracnidi e all'Australian Museum di Brisbane.

## Taxa descritti
- Spartaeinae Wanless, 1984, sottofamiglia di ragni (Salticidae)
- Jacksonoides Wanless, 1988, ragno (Salticidae)
- Sadies Wanless, 1984, ragno (Salticidae)
- Sondra Wanless, 1988, ragno (Salticidae)
- Tauala Wanless, 1988, ragno (Salticidae)

## Denominati in suo onore
- Wanlessia Wijesinghe, 1992, ragno (Salticidae)
- Myrmarachne wanlessi Edmunds & Prószynski, 2003, ragno (Salticidae)
- Paculla wanlessi Bourne, 1981, ragno (Tetrablemmidae)
- Paracyrba wanlessi Zabka & Kovac, 1996, ragno (Salticidae)
- Yaginumanis wanlessi Zhang & Li, 2005, ragno (Salticidae)

## Studi e ricerche sui Salticidae
- Wanless F.R. 1973 - vedi: Cutler B., Wanless F.R. 1973. A review of the genus Mantisatta (Araneae: Salticidae). Bulletin of the British Arachnological Society [1][2], Londra, 2(9): 184-189, f 1-9.
- Wanless F.R. 1975. Spiders of the family Salticidae from the upper slopes of Everest and Makalu. Bull. Brit. Arachnol. Soc., 3(5): 132-136.
- Wanless F.R. 1978a. A revision of the spider genera Belippo and Myrmarachne (Araneae, Salticidae) in the Ethiopian region. Bulletin of the British Museum (Natural History) (Zoology)[3][4], Londra, 33(1): 1-139, t 1-84,  phots 1-6.
- Wanless F.R. 1978b. A revision of the spider genus Bocus Simon (Araneae: Salticidae). Bull. Brit. Mus. Nat. (Zool.) 33(4): 239-244.
- Wanless F.R. 1978c. A revision of the spider genus Sobasina (Araneae, Salticidae). Bull. Brit. Mus. Nat. (Zool.), London, 33(4): 245-257, t 1-8, phot 1.
- Wanless F.R. 1978d. A revision of the spider genus Marengo (Araneae: Salticidae). Bull. Brit. Mus. Nat. (Zool.), London, 33(4): 259-278, t 1-10, phots 1-3.
- Wanless F.R. 1978e. On the identity of the spider Emertonius exasperans Peckham and Peckham (Araneae, Salticidae). Bull. Brit. Mus. Nat. (Zool.), London, 33(4): 235-238, t 1-2.
- Wanless F.R. 1978f. A revision of the spider genus Portia (Araneae, Salticidae). Bull. Brit. Mus. Nat. (Zool.), London, 34(3): 83-124, t 1-13, phots 1-5.
- Wanless F.R. 1979a. On the spider genus Cynapes (Araneae, Salticidae). Bull. Brit. Mus. Nat. (Zool.), London, 37(1): 67-72, t 1-2.
- Wanless F.R. 1979b. A revision of the spider genus Brettus (Araneae, Salticidae). Bull. Brit. Mus. Nat. (Zool.), London, 35(2): 127-200, t 1-4.
- Wanless F.R. 1980a. A revision of the spider genus Macopaeus (Araneae, Salticidae). Bull. Brit. Mus. Nat. (Zool.), London, 38 (4): 219-223, t 1-3.
- Wanless F.R. 1980b. A revision of the spider genus Orthrus (Araneae, Salticidae). Bull. Brit. Mus. Nat. (Zool.), London, 38 (4): 225-232, t 1-4.
- Wanless F.R. 1980c. A revision of the spider genus Onomastus (Araneae, Salticidae). Bull. Brit. Mus. Nat. (Zool.), London,  39(3): 179-188, t 1-4.
- Wanless F.R. 1980d. A revision of the spider genera Asemonea and Pandisus (Araneae: Salticidae) Bull. Brit. Mus. Nat. (Zool.) London, 39(4): 213-257, t 1-29.
- Wanless F.R. 1981a. A revision of the spider genus Hispo (Araneae, Salticidae). Bull. Brit. Mus. Nat. (Zool.), London,  41(4): 179-198,  t 19.
- Wanless F.R. 1981b. A revision of the spider genus Phaeacius (Araneae, Salticidae). Bull. Brit. Mus. Nat. (Zool.), London, 41(4): 199-219,  t 1-9.
- Wanless F.R. 1981c. A revision of the spider genus Cocalus (Araneae, Salticidae). Bull. Brit. Mus. Nat. (Zool.), London, 41(5): 253-261,  t 1-5.
- Wanless F.R. 1982. A revision of the spider genus Cocalodes with a description of a new related genus (Araneae, Salticidae). Bull. Brit. Mus. Nat. (Zool.), London, 42(4): 263-298, t 1-21.
- Wanless F.R. 1983 [1984c]. Araneae-Salticidae. Contributions a l'etude de la faune terrestre des iles granitiques de l'archipel des Sechelles. Annales Musee Royal Afrique Centrale, serie in 8. Tervuren, 241: 1-84, t 1-26.
- Wanless F.R. 1984a. A review of the spider subfamily Spartaeinae nom. n. (Araneae: Salticidae) with description of six new genera. Bull. Brit. Mus. Nat. (Zool.), London, 46(2): 135-198, t 1-29.
- Wanless F.R. 1984b. A revision of the spider genus Cyrba (Araneae:Salticidae) with the description of a new presumptive pheromon dispersing organ. Bull. Brit. Mus. Nat. (Zool.), London, 47(7): 445-481, t 1-22
- Wanless F.R. 1985. A revision of the spider genera Holcolaetis and Sonoita (Araneae: Salticidae). Bull. Brit. Mus. Nat. (Zool.), London, 48(4): 249-278, t 1-19.
- Wanless F.R. 1986. A revision of the spider genus Phyaces (Araneae: Salticidae). Bull. Brit. Mus. Nat. (Zool.) 50: 103-108.
- Wanless F.R. 1987. Notes on spiders of the family Salticidae. 1. The genera Spartaeus, Mintonia and Taraxella. Bull. Brit. Mus. Nat. (Zool.), London, 52(3): 107-137, t 1-20.
- Wanless F.R. 1988. A revision of the spider group Astieae (Araneae: Salticidae) in the Australasian Region. New Zealand journal of zoology, 15: 81-172, t 1-44.
- Wanless F.R., Clark D. J. 1975. On a collection of spiders of the family Salticidae from the Ivory Coast. Revue Zool. afr. 89(2): 273-296.
- Wanless F.R., Lubin Y.D. 1986. Diolenius minotaurus sp. nov., a remarkable horned jumping spider from Papua New Guinea (Araneae: Salticidae). J. Nat. Hist. 20: 1211-1220, t 1-6.[5]